# Edward Mulhare
Edward Mulhare (ur. 8 kwietnia 1923 w Corku, zm. 24 maja 1997 w Los Angeles) – irlandzki aktor telewizyjny i filmowy występujący głównie w Stanach Zjednoczonych. Najbardziej znany z roli w serialu Nieustraszony (1982–1986), w którym wcielał się w postać Devona Milesa, szefa głównego bohatera Michela Knighta.
Aktorską karierę zaczynał na deskach Gate Theatre w Dublinie, gdzie miał okazję pracować z takimi legendami kina jak Orson Welles czy John Gielgud. Jego największym scenicznym osiągnięciem była wówczas rola profesora Higginsa w musicalu My Fair Lady. W telewizji zadebiutował w 1956 rolą w serialu Przygody Robin Hooda (1955–1960). W latach 60. popularność przyniosła mu główna rola w serialu The Ghost & Mrs. Muir (1968–1970). Po raz pierwszy na dużym ekranie pojawił się w 1955 w filmie Giv’a 24 Eina Ona.
Mulhare nigdy nie był żonaty. Zmarł na raka płuc w swoim domu w Los Angeles w wieku 74 lat.

## Filmografia
- Ekspres von Ryana (1965) jako kpt. Constanzo
- Oko diabła (1966) jako Jean-Claude Ibert
- Flint – nasz człowiek (1966) jako Malcolm Rodney
- Ulice San Francisco (1972–1977; serial TV) jako Amory Gilliam (gościnnie)
- MacGyver (1985–1992; serial TV) jako Guy Roberts (gościnnie)
- Nieustraszony (1982–1986; serial TV) jako Devon Miles
- Nieustraszony 2000 (1991) jako Devon Miles
- Nocny patrol (1995–1997; serial TV) jako dr Lancaster (gościnnie)
- Morska przygoda (1997) jako Cullen Carswell